# 大野市和泉小学校
大野市和泉小学校（おおのし いずみしょうがっこう）は、福井県大野市朝日にある公立小学校。

## 沿革
- 1874年（明治7年）- 下穴馬（しもあなま）村中央朝日に朝日小学校を開設
- 1879年（明治12年）- 下山・上大納（かみおおのう）・前坂に分佼を設置
- 1919年（大正8年） - 高等科を併設
- 1927年（昭和2年）- 校歌を制定
- 1938年（昭和13年）- 木造2階校舎を新築
- 1947年（昭和22年）- 下穴馬村朝日小学校と改称
- 1956年（昭和31年）- 町村合併により、和泉村朝日小学校と改称
- 1967年（昭和42年）- 鉄筋3階校舎を新築
- 1973年（昭和48年）- 後野のちの・宮前分校と下山小学校を廃し統合
- 1991年（平成3年）- 児童会室・多目的ホールを増築。（鉄筋2階）
- 1996年（平成8年）- 大納小学佼を統合、和泉村域唯一の小学校となる。
- 2005年（平成17年）- 市村合併により、大野市朝日小学校と改称
- 2006年（平成18年）- 新校舎竣工。大野市和泉小学校に改称し大野市和泉中学校と併設
- 2024年（令和6年）- 和泉中学校廃校。中学生は大野市陽明中学校の校区となり小学単独校へ戻る。

## 通学区域
- 角野、下大納、上大納、下山、板倉、朝日、川合、貝皿、ぶなの木台、後野、前坂[1]

## 進学先中学校
- 大野市陽明中学校[1]

## 校区内の主な施設
- 九頭竜湖駅
- 越前下山駅
- 大野市和泉地域交流センター
- 穴馬民俗館・笛資料館
- 和泉郷土資料館
- 下穴馬郵便局

## 交通
- JR西日本越美北線（九頭竜線）九頭竜湖駅から徒歩約5分